# Primula bracteosa
Primula bracteosa är en viveväxtart som beskrevs av William Grant Craib. Primula bracteosa ingår i släktet vivor, och familjen viveväxter. Inga underarter finns listade i Catalogue of Life.